# Okrug Donji
Okrug Donji je naselje na otoku Čiovo na Hrvaškem, ki upravno spada pod občino Okrug; le-ta pa spada pod Splitsko-dalmatinsko županijo.
Kraj leži na polotoku Okrug, zahodno od naselja Okrug Gornji. Kraj je s cesto preko Gornjega Okruga povezan z Čiovim, od katerega je oddaljen okoli 10 km. V kraju, v katerem živi okoli 600 prebivalcev je manjši pristan z okoli 70 metrov dolg valobran za katerim je možno privezati plovila. Pristan je odprt vsem severnim vetrovom,
Polotok Okrug se končuje z rtom Okrug, na koncu katerega stoji svetilnik, ki oddaja svetlobni signal: Z Bl 3s. Nazivni domet svetilnika je 5 milje.

## Demografija
| Pregled števila prebivalcev po letih | Pregled števila prebivalcev po letih | Pregled števila prebivalcev po letih | Pregled števila prebivalcev po letih | Pregled števila prebivalcev po letih | Pregled števila prebivalcev po letih | Pregled števila prebivalcev po letih | Pregled števila prebivalcev po letih | Pregled števila prebivalcev po letih | Pregled števila prebivalcev po letih | Pregled števila prebivalcev po letih | Pregled števila prebivalcev po letih | Pregled števila prebivalcev po letih | Pregled števila prebivalcev po letih | Pregled števila prebivalcev po letih |
| ------------------------------------ | ------------------------------------ | ------------------------------------ | ------------------------------------ | ------------------------------------ | ------------------------------------ | ------------------------------------ | ------------------------------------ | ------------------------------------ | ------------------------------------ | ------------------------------------ | ------------------------------------ | ------------------------------------ | ------------------------------------ | ------------------------------------ |
| 1857                                 | 1869                                 | 1880                                 | 1890                                 | 1900                                 | 1910                                 | 1921                                 | 1931                                 | 1948                                 | 1953                                 | 1961                                 | 1971                                 | 1981                                 | 1991                                 | 2001                                 |
| 0                                    | 0                                    | 55                                   | 71                                   | 104                                  | 94                                   | 0                                    | 0                                    | 147                                  | 143                                  | 146                                  | 106                                  | 97                                   | 126                                  | 213                                  |